# Agregacja płytek krwi
Agregacja płytek krwi – zlepianie się płytek krwi. Wyróżnia się jej dwa typy:
- fizjologiczna (element hemostazy) – w jej wyniku powstaje czop zamykający uszkodzone naczynie krwionośne;
- patologiczna (dysfunkcja układu antykoagulacyjnego) – osadzanie się płytek krwi na ścianach naczyń krwionośnych, powodujące zatory w układzie krążenia.

Popularnym lekiem hamującym agregację płytek krwi jest kwas acetylosalicylowy (aspiryna).